# Ashraf Mugume
Ashraf Mugume (Kampala, 16 de noviembre de 1998) es un futbolista ugandés que juega en la demarcación de centrocampista para el KCCA FC de la Liga Premier de Uganda.

## Selección nacional
Hizo su debut con la selección de fútbol de Uganda en un encuentro amistoso contra Islandia que finalizó con un resultado de empate a uno tras los goles de Jón Böðvarsson y Patrick Kaddu.

## Clubes
| Club               | País   | Año       | Partidos | Goles |
| ------------------ | ------ | --------- | -------- | ----- |
| Vipers SC          | Uganda | 2017-2018 |          |       |
| Police FC (cedido) | Uganda | 2018-2019 |          |       |
| Vipers SC          | Uganda | 2019-2020 |          |       |
| KCCA FC            | Uganda | 2020-     |          |       |